# Amirim
Amirim (nom signifiant "cimes d'arbres") est un moshav du nord d'Israël. Situé à 650 mètres d'altitude sur une colline surplombant la mer de Galilée, ses habitants pratiquent l'agriculture biologique et sont végétariens. En 2018, il a une population de 837 personnes.

## Histoire
Les premières tentatives des immigrants marocains pour fonder un village dans les années 1950 ont échoué. Le nom d'origine était Shefa Bet. En 1958, un groupe de personnes de divers horizons crée un moshav fondé sur un style de vie et une idéologie végétarienne, végétalienne et biologique. Les fondateurs d'Amirim étaient du mouvement végétarien en Israël.
Un groupe de familles de la branche davidienne adventiste du septième jour, sous la direction de Ben et Lois Roden, déménage à Amirim en 1958 et fonde "The Branch Organic Agricultural Association", qui encourage l'agriculture biologique. Cependant, ils ont du mal à coopérer avec les exigences du moshav, provoquant des frictions avec d'autres résidents. Ainsi, le groupe s'installe rapidement à Jérusalem.

## Religion
Amirim est principalement une communauté juive laïque, mais des familles végétariennes juives religieuses y vivent. Ses habitants ont été décrits comme « orientés spirituellement ».

## Tourisme
L'une des principales sources de revenus du moshav est le tourisme. Le moshav gère des maisons d'hôtes et des restaurants proposant des plats végétariens et végétaliens. Au début des années 1960, l'Agence juive aide dix familles à construire les premiers zimmerim, comme on appelle les chalets d'hôtes.
Le moshav possède un jardin de sculptures qui présente 20 statues appartenant aux collections du musée d'Israël. Les œuvres sont réalisées par des artistes israéliens et internationaux, dont une statue en acier de David Palombo,.

## Arts
Le moshav est réputé pour son jardin de sculptures, données par le musée d'Israël, ainsi que pour sa musique,,. Les événements musicaux réguliers comprennent les spectacles du vendredi soir par deux de ses résidents, le couple Miki Shaviv et Mika Karni.

## Résidents notables
- Mika Karni, chanteuse israélienne.